# کارل هرمان مارتل
کارل هرمان مارتل (انگلیسی: Karl Hermann Martell; ۱۷ نوامبر ۱۹۰۶ – ۲۸ دسامبر ۱۹۶۶) هنرپیشه اهل آلمان بود.
از فیلم‌ها یا برنامه‌های تلویزیونی که وی در آن نقش داشته‌است می‌توان به پریمیر اشاره کرد.